# 업랜드 (인디애나주)

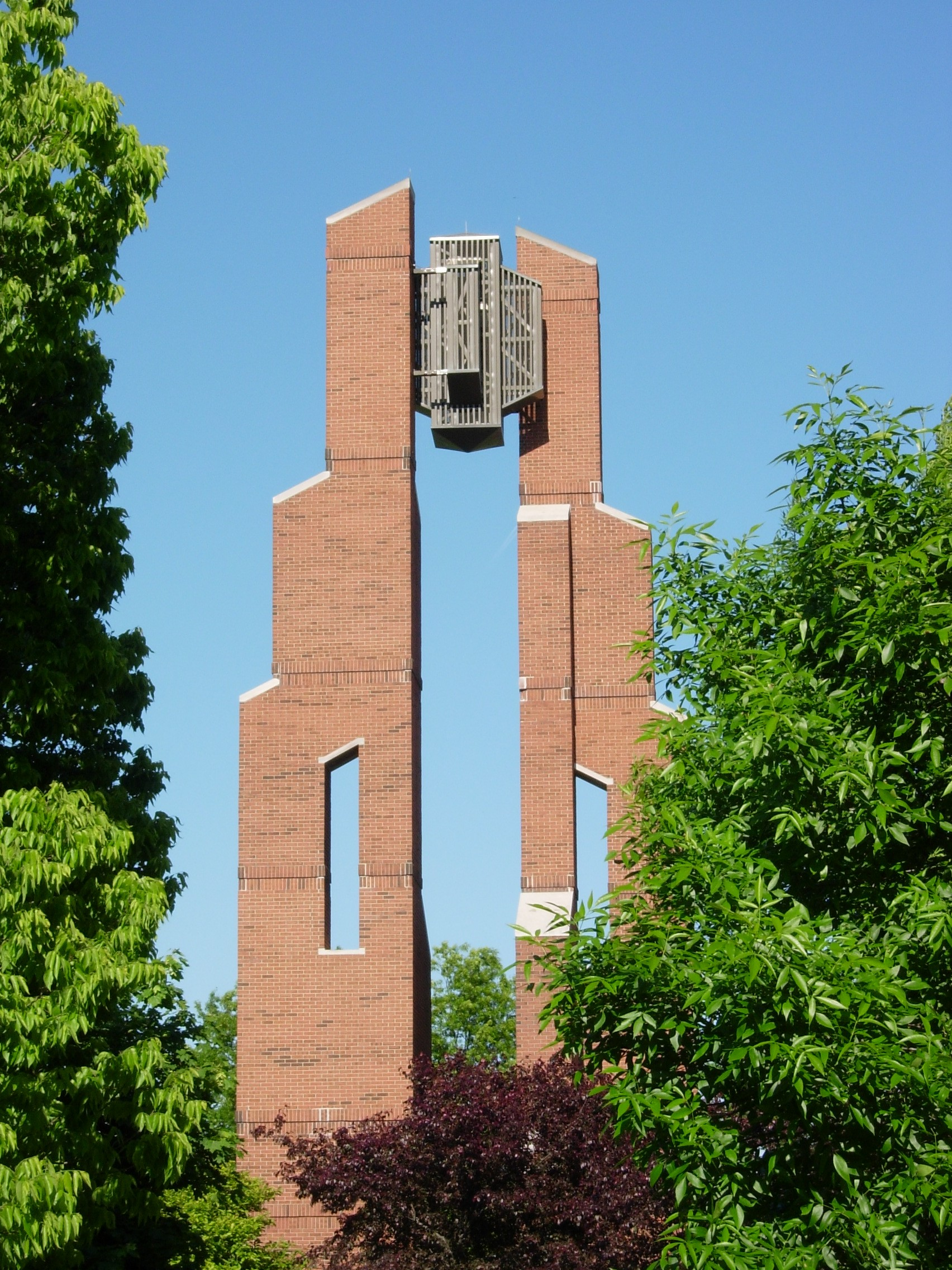
업랜드 소재 태일러 대학교의 랜드마크인 시계탑.

업랜드(Upland)는 미국 인디애나의 도시로, 인구는 2018년 기준으로 3,845명이다. 오랜 역사를 자랑하는 기독교 대학교인 태일러 대학교 (Taylor University)의 소재지이다. 또한, 인디애나의 유명한 아이스크림 가게인 아이반호(Ivanhoe's)가 위치한 곳이기도 하다.
주변의 주요 도시로는 메리언 (Marion), 하트포드 시티 (Hartford City)와 개스 시티 (Gas City)가 있다.

## 인구
| 인구조사              | 인구  | Note  | %±     |
| --------------------- | ----- | ----- | ------ |
| 1880년                | 176   |       | —      |
| 1900년                | 1,208 |       | —      |
| 1910년                | 1,080 |       | −10.6% |
| 1920년                | 1,301 |       | 20.5%  |
| 1930년                | 906   |       | −30.4% |
| 1940년                | 900   |       | −0.7%  |
| 1950년                | 1,565 |       | 73.9%  |
| 1960년                | 1,999 |       | 27.7%  |
| 1970년                | 3,202 |       | 60.2%  |
| 1980년                | 3,335 |       | 4.2%   |
| 1990년                | 3,295 |       | −1.2%  |
| 2000년                | 3,803 |       | 15.4%  |
| 2010년                | 3,845 |       | 1.1%   |
| 2019 (추산)           | 3,726 | [ 2 ] | −3.1%  |
| U.S. Decennial Census |       |       |        |